# Basilima
Basilima là một chi thực vật có hoa trong họ Hoa hồng.